# Snorri Hjartarson
Snorri Hjartarson (født 22. april 1906, død 27. december 1986) var en islandsk forfatter og digter.

## Liv og karriere
Hjartarson blev født i den lille bygd Hvanneyri, Vesturland. I en periode boede han i Norge og studerede kunst på Statens kunstakademi i Oslo fra 1931 til 1932.
Hans allerførste udgivelse var en roman skrevet på norsk i 1934, men Hjartarson er bedst kendt for sine digtsamlinger. Han fik sin nationale debut i 1944 og arbejdede derudover som bibliotekar i Reykjavík efter at være flyttet tilbage til Island. I 1981 blev han tildelt Nordisk Råds Litteraturpris for sin digtsamling Hauströkkrið yfir mér, som på dansk betyder noget i retning af Efterårsmørket over mig.